# Wielkocząsteczkowy kininogen
Wielkocząsteczkowy kininogen (WK, HMWK, z ang. High-Molecular Weight Kininogen) – jednołańcuchowe białko z grupy kininogenez osoczowych, krążące w osoczu w kompleksie z prekalikreiną i czynnikiem XI. Bierze udział w inicjacji krzepnięcia krwi oraz w wytwarzaniu bradykininy.

## Genetyka
Gen ludzkiego wielkocząsteczkowego kininogenu jest zlokalizowany na trzecim chromosomie (3q26). 

## Struktura
Wielkocząsteczkowy kininogen to α-globulina z sześcioma domenami funkcjonalnymi. Krąży jako polipeptyd o długości 626 aminokwasów. Składa się z łańcucha ciężkiego i lekkiego. Łańcuch ciężki zawiera domeny 1, 2 i 3, a łańcuch lekki domeny 5 i 6. Domena 4 łączy łańcuch ciężki z lekkim.
Funkcje domen:
domena 1 - wiązanie wapnia,
domena 2 - hamowanie proteazy cysteinowej,
domena 3 - hamowanie proteazy cysteinowej; wiązanie płytek krwi i komórek śródbłonka,
domena 4 - generacja bradykininy,
domena 5 - powinowactwo do heparyny i wiązanie komórek,
Domena 6 - wiązanie prekallikreiny i czynnika XI.  

## Fizjologia
Wielkocząsteczkowy kininogen jest wytwarzany przez wątrobę razem z prekallikreiną. Działa głównie jako kofaktor przy koagulacji i w stanach zapalnych, ale  nie ma wewnętrznej aktywności katalitycznej. Czas biologicznego półtrwania wynosi 6,5 dnia.
WK nie jest aktywny enzymatycznie i działa jedynie jako kofaktor do aktywacji układu krzepnięcia  przyspieszając aktywację czynnika XII i prekalikreiny. Czynnik XIIa oddziałując na kompleks prekalikreiny i WK, powoduje powstanie aktywnej kalikreiny i degradację WK do form bardziej aktywnych. Aktywacja czynnika XI przebiega najszybciej, gdy obecne są jednocześnie czynnik XIIa, kalikreina i rozłożony kininogen.
WK jest silnym inhibitorem proteinaz cysteinowych. Odpowiedzialne za tę aktywność są domeny 2 i 3 w jego łańcuchu ciężkim.

## Rola w patologii
Niedobór WK, który raczej jest cechą, a nie chorobą, jest dziedziczony autosomalnie. Skaza ta nie wywołuje krwawień ani żadnych innych objawów. Niekiedy niedobór WK występuje razem ze zmniejszoną aktywnością prekalikreiny. U niektórych osób może dochodzić do zaburzeń fibrynolizy. Niedobór WK nie wymaga leczenia.
WK, poza tym, że jest prekursorem kinin, jest także kofaktorem czynnika XII i prekalikreiny w aktywacji przez kontakt. Uwalnianie kinin przez układ kininogenezy jest niezależnym mechanizmem powodującym rozkurcz naczyń po ich uszkodzeniu, co prowadzi do zmniejszenia szybkości przepływu krwi w obszarze zranienia. Ułatwia to tworzenia czopu hemostatycznego poprzez agregację płytek krwi i polimeryzację fibryny.
Odnotowuje się wzrost  stężenia czynników krzepnięcia, m.in. WK wraz ze starzeniem się organizmu.  

## Diagnostyka
Niedobór WK wykrywa się w badaniu laboratoryjnym zwanym czasem częściowej tromboplastyny po aktywacji (aPTT). Wyniki podaje się w % normy. Wartości poniżej 60% wskazują na niedobór WK.

## Historia
Anomalia objawiająca się niedoborem WK została wykryta w 1975 roku u pacjenta o  nazwisku Fitzgerard i została nazwana jego nazwiskiem. Opisano ją także jako współczynnik Flaujeaca oraz czynnik Williamsa.